# Championnat de Tunisie masculin de handball 1975-1976
Navigation
Saison précédente Saison suivante
La saison 1975-1976 du championnat de Tunisie masculin de handball est la 21e édition de la compétition.
Elle se déroule pour la première fois en deux poules de huit clubs chacune, avec la qualification des deux premiers pour des demi-finales et des finales de championnat. L'Espérance sportive de Tunis continue sa domination avec son sixième doublé consécutif championnat-coupe et une invincibilité totale pour la troisième saison. Le Club africain qui a beaucoup progressé et qui remporte invaincu le championnat de sa poule, espère enfin renouer avec les titres mais perd difficilement les deux finales contre son adversaire : 13-15 en championnat et 8-9 en coupe. 
La relégation est encore une fois annulée et la Fédération tunisienne de handball choisit, pour éviter de contrarier les clubs, la solution de facilité en portant le nombre de clubs de la division nationale à vingt. 

## Clubs participants
| - Espérance sportive de Tunis - Club africain - Sogitex sportif de Moknine - Club sportif de Hammam Lif - Association sportive d'Hammamet - Association sportive des PTT - Stade nabeulien - El Makarem de Mahdia | - Zitouna Sports - Association sportive de handball de l'Ariana - Jeunesse sportive omranienne - Sogitex Ben Arous - Stade tunisien - Union sportive monastirienne - Club olympique des transports - Union sportive des transports de Sfax |

## Compétition
Le barème de points servant à établir le classement se décompose ainsi :
- Victoire : 3 points
- Match nul : 2 points
- Défaite : 1 point
- Forfait : 0 point